# نويل بارك

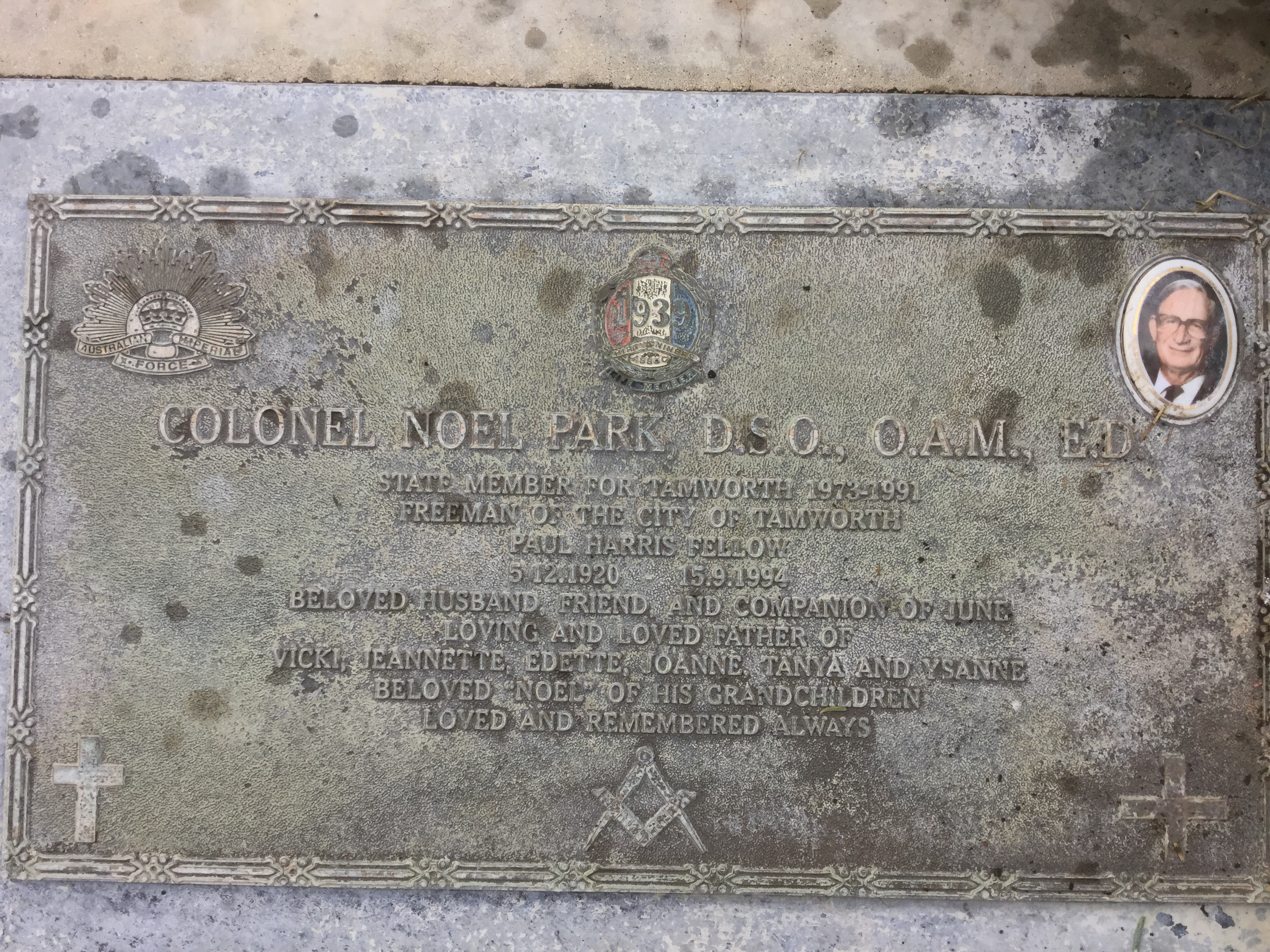
قبر نويل بارك

نويل بارك (بالإنجليزية: Noel Park)‏ هو سياسي أسترالي، ولد في 5 ديسمبر 1920، وتوفي في 16 سبتمبر 1994. انتخب عضو الجمعية التشريعية نيو ساوث ويلز.